# Leona Heidern
Leona Heidern (レオナ・ハイデルン, Reona Haiderun) è un personaggio immaginario, appartenente al mondo virtuale di The King of Fighters, picchiaduro bidimensionale sviluppato e distribuito dalla SNK, oggi conosciuta come SNK Playmore.
Assieme a Clark e Ralf, forma l'"Ikari Warriors Team", uno dei tanti gruppi partecipanti al torneo mondiale

## Biografia

### Vita passata
Nata in un villaggio sperduto, visse in armonia assieme alla famiglia; un giorno venne però l'"Araldo del Vento", Goneitz, giunto al villaggio per parlare con il capo del villaggio, Guidel, l'"Araldo dell'Acqua". Conscio che Guidel era stato un membro della setta chiamata Orochi, Goenitz ordinò a lui e ad altri abitanti di unirsi a essa; alcuni decisero di convertirsi autonomamente, essendo già stati in passato appartenenti a tale lignaggio, mentre gli altri furono costretti a tale conversione. Guidel negò però l'affiliazione, preferendo morire in pace come era vissuto, al che Goenitz se ne andò dopo aver rivolto una minaccia al capo villaggio e uno sguardo maligno a Leona dopo che l'ebbe notata.
Giunta la notte, Leona, durante il sonno, iniziò ad accusare mal di testa ed emorragie viscerali, sintomi d'una strana malattia. La famiglia iniziò a sbigottirsi, essendo questi i sintomi dell'"Anatema Sanguigno", malore antecedente alla pazzia e dovuto all'appartenenza alla stirpe Orochi, che porta solo distruzione e morte tra i popoli. Leona si fece rapidamente sempre più incontrollabile, e alla fine uccise tutti gli abitanti del villaggio, genitori inclusi. Ritrovatasi sola in un paese desolato, completamente sporca di sangue ed incapace di agire, vide all'orizzonte Goenitz, che si avvicinò a lei, le poggiò una mano sulla testa e le ordinò di "sprofondare in un sonno profondo", dal quale l'avrebbe risvegliata dopo vari anni.

### Saga di Rugal e Orochi
Passati degli anni, comparve in una foresta un gruppo di militari che, di ritorno da una missione, vennero assunti per investigare sull'avvenimento improprio: là, uno di loro, Heidern, scrutò Leona mentre si arrampicava su un albero usando un solo braccio; sorpreso da una simile dote, e ignaro degli avvenimenti accaduti al villaggio, Heidern decise di adottarla come figliastra, nella speranza di portare notevoli vantaggi ad entrambi. Senza contestare, Leona iniziò ad allenarsi agli ordini di Heidern, sotto il quale apprese tutte le sue conoscenze tattiche e combattive, sfruttando la potenza della sua mano acuminata e tagliente. La di lei determinazione sorprese non poco Heidern, come se il combattere fosse stato prestabilito nel suo DNA. Nel corso degli anni, Heidern addestrò Leona sino a renderla un'assassina a sangue freddo ed in grado di terminare missioni di notevole difficoltà. Nonostante il tempo passato, il carattere di Leona è divenuto ancor più laconico e serio.
Leona si unì agli Ikari Warriors, un gruppo di esperti militari dove sono inclusi altri due veterani di King of Fighters, Ralf Jones e Clark Steel, che diventeranno i due nuovi compagni di Leona. Nel 1996, il trio riceve la missione di pedinare Geese Howard, il boss della mafia locale a Southtown, che partecipa al torneo per un motivo sconosciuto. Essendo ben consci che la partecipazione di Geese porterà solo problemi, i tre partono per il pedinamento e partecipano anche loro al torneo. Verso la fine, Leona viene raggiunta da Goenitz, il quale le rivela il suo passato, mettendo in dubbio il suo futuro.
Tale incertezza continua nel campo di battaglia, e alla fine Leona, Ralf e Clark vengono sospesi dal servizio militare. Per risollevare il morale della squadra, Ralf fa partecipare il tiro al torneo dell'anno successivo. Lì, Leona, insieme a Iori Yagami, entra nello stato di pazzia che era subentrato in passato. Kyo, Iori e Chizuru riescono infine a battere e sigillare Orochi, e Leona è ritornata normale; sconvolta però dal suo passato e dalla maledizione che la perseguita, Leona tenta di porvi fine suicidandosi, ma Ralf la ferma e la incoraggia a continuare a vivere.

## Personalità
Riservata e laconica, Leone ha un atteggiamento distante e molto solitario verso chiunque; fa eccezione soltanto con Clark, Ralf, Whip e il comandante Heidern, con i quali mantiene rapporti concreti, e sa che i suoi compagni non la lasceranno mai indifesa. La pacatezza è divenuta per lei abitudine, avendo timore di risvegliare il suo lato Berserker sotto il quale potrebbe far del male ai propri compagni. Leona detesta il sangue, e cerca sempre di non macchiarsi durante gli incontri, indossando un mantello.

## Apparizioni
- The King of Fighters '96
- The King of Fighters '97
- The King of Fighters '98
- The King of Fighters '98 Ultimate Match
- The King of Fighters '99
- The King of Fighters 2000
- The King of Fighters 2001
- The King of Fighters 2002
- The King of Fighters 2002 Unlimited Match
- The King of Fighters 2003
- The King of Fighters XII
- The King of Fighters XIII
- The King of Fighters XIV
- The King of Fighters XV
- The King of Fighters Neowave
- SNK vs Capcom The Match of the millennium
- Card Fighters Clash
- Card Fighters Clash 2
- Card Fighters Clash DS
- The King of Fighters Maximum Impact
- The King of Fighters Maximum Impact 2
- The King of Fighters Maximum Impact Regulation A
- The King of Fighters EX
- The King of Fighters EX 2 Neo Blood
- The King of Fighters R-1
- The King of Fighters R-2
- SNK Gals' Fighters
- Metal Slug XX